# Fabrizio De André
Fabrizio De André (Génova, 18 de febrero de 1940-Milán, 11 de enero de 1999) fue un cantautor poeta y escritor italiano.
Muchas de sus canciones cuentan historias de marginados, de rebeldes, de prostitutas, y critican la jerarquía de la Iglesia católica. Las letras, entre las que se incluyen textos en lengua ligur, son incluso estudiadas como expresión importante de la poesía italiana del siglo XX.
Faber, su sobrenombre más común, se atribuye a su amigo de la infancia Paolo Villaggio, debido a la afición del cantante hacia los lápices Faber Castell. En sus cuarenta años de actividad musical produjo quince álbumes, una cifra relativamente modesta, quizás determinada por la gran atención que el autor prestaba a la calidad de sus obras.
La popularidad y el alto nivel artístico de sus obras llevaron a numerosas instituciones a dedicarle calles, plazas, parques, bibliotecas y colegios tras su muerte.

## Biografía
Sus primeros discos son de los años sesenta, cuando empezó a afirmarse en su peculiaridad de cantautor culto y ecléctico, mezclando con sabiduría la tradición y las atmósferas de los cantautores franceses (tradujo, de hecho, varias canciones de Georges Brassens, entre las cuales "Il Gorilla" y "Morire per delle idee") con las tradiciones musicales regionales de Italia y sonoridades más internacionales, siempre utilizando un lenguaje simple y al mismo tiempo poético, inconfundible. Entre sus cantautores de referencia, que De André también tradujo al italiano, se incluyen Bob Dylan y Leonard Cohen. Los años entre 1968 y 1973 fueron los más prolíficos para el autor, ya que trabajó en muchos discos, entre los cuales figuran algunos de los pilares fundamentales de la cultura italiana de hoy.
Tutti morimmo a stento, de 1968, es el primer álbum conceptual publicado en Italia, y cuenta, en una atmósfera algo psicodélica, historias de drogadictos, de locos, de reyes tristes y niños que miran el mundo en guerra. En este mundo de vencidos, la mirada del autor es siempre profunda, tajante, hondamente humana.
En 1970 lanza otro álbum conceptual, La buona novella. En un momento de protesta estudiantil muy combativa, un disco sobre la vida de María parece a todos casi una traición. Como si un disco sobre la Virgen María, Jesús y José, con letras inspiradas en los evangelios apócrifos, no pudiera ser algo también fuertemente político. Calladas las perplejidades del momento, el disco se impuso con una fuerza profética, poética y humanista que el tiempo no ha corrompido.
Con Non al denaro, non all'amore né al cielo (1971), De Andrè decide poner en música la célebre "Antologia di Spoon River" de Edgar Lee Masters. Canciones como "Un giudice" o "Il suonatore Jones" se han impuesto en la memoria colectiva.
Storia di un impiegato (1973), otro álbum conceptual, inspirado en el mayo francés y en la contestación juvenil de 1968, es uno de los discos más intensos, discutidos y citados del cantautor. Contando la historia de un empleado frustrado que, tras observar las protestas juveniles, decide dedicarse al terrorismo, De André se interroga sobre el poder, la violencia, el sistema judicial, la sociedad de su tiempo. "Canzone del maggio", con su repetida frase, dirigida al poder: "per quanto voi vi crediate assolti, siete per sempre coinvolti" (aunque os creáis absueltos, estáis para siempre involucrados), es una canción que todavía tiene, en la Italia de hoy, un sentido político muy fuerte y ha sido utilizada en varios eventos de protesta.
En los años sucesivos De André colabora con varios artistas, entre los cuales figuran Massimo Bubola (con el cual trabajará en dos discos: Rimini, 1978, y L'indiano, 1981) y el cantautor Francesco De Gregori (Volume VIII, 1975).
Un gran cambio se verifica con Crêuza de mâ, en 1984, en colaboración con Mauro Pagani: Un importante trabajo de investigación tanto musical como lingüística, ya que se trata de un disco enteramente en idioma ligur. Constituye una galería de personajes y paisajes, muy mediterránea, con sonoridades también turcas y griegas.
Le nuvole (1990) es la suma de las varias colaboraciones de los últimos años (Mauro Pagani, Massimo Bubola, Ivano Fossati). El disco, muy ecléctico, está dividido en dos partes: La primera, dedicada al poder, es en italiano, mientras que la segunda, encarnando la voz del pueblo, es en dialecto, tanto en genovés como en sardo, que De André conoce bien por haber vivido muchos años en Cerdeña, donde llegó a sufrir un secuestro de varios meses junto a su mujer Dori Ghezzi en 1979.
Anime Salve (1996), es el último disco de De André: Muy complejo, mezcla influencias rítmicas sudamericanas con sonoridades gitanas y de la tradición regional italiana. En colaboración con Ivano Fossati, puede considerarse su trabajo más intenso y completo, por las temáticas y sonoridades que abraza y por el número de músicos e instrumentos involucrados.
En el verano de 1998 le diagnosticaron un cáncer de pulmón. La gira en curso fue interrumpida. En la noche del 11 de enero de 1999 Fabrizio de André murió en el hospital especializado en cáncer de Milán, donde había sido internado por el empeoramiento de su enfermedad.
Sus funerales se celebraron en su Génova natal el 13 de enero de 1999. El dolor de la familia fue acompañado por más de diez mil personas, entre amigos, admiradores, exponentes de la cultura y de la política, y aquellos personajes que siempre había cantado: las prostitutas, los marginados, los perdedores.

## Discografía

### Álbumes de estudio
- Tutto Fabrizio De André (1966)
- Volume I (1967)
- Tutti morimmo a stento (1968)
- Volume III (1968)
- La buona novella (1970)
- Non al denaro, non all'amore né al cielo (1971)
- Storia di un impiegato (1973)
- Canzoni (1974)

- Volume 8 (1975)
- Rimini (1978)

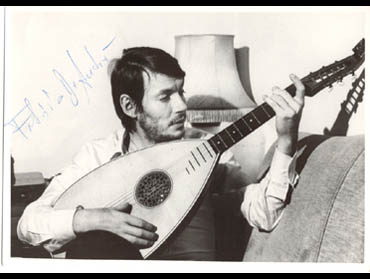
Foto de 1975: Fabrizio De André con un laúd antiguo alemán.

- Fabrizio De André (1981) (llamado "L'indiano" por el arte de tapa, que muestra un indio a caballo)
- Crêuza de mä (1984)
- Le nuvole (1990)
- Anime salve (1996)

### Álbumes en directo
- Fabrizio De André in concerto - Arrangiamenti PFM (1979)
- Fabrizio De André in concerto - Arrangiamenti PFM Vol. 2º (1980)
- 1991 concerti (1991)
- Fabrizio De André in concerto (1999)
- Fabrizio De André in concerto volume II (2001)
- Ed avevamo gli occhi troppo belli (2001)

### Simples
- "Nuvole barocche"/"E fu la notte" (1960)
- "La ballata del Michè"/"La ballata dell'eroe" (1961)
- "Il fannullone"/"Carlo Martello ritorna dalla battaglia di Poitiers" (1963)
- "Il testamento"/"La ballata del Michè" (1963)
- "La guerra di Piero"/"La ballata dell'eroe" (1964)
- "Valzer per un amore"/"La canzone di Marinella" (1964)
- "Per i tuoi larghi occhi"/"Fila la lana" (1965)
- "La città vecchia"/"Delitto di paese" (1965)
- "La canzone dell'amore perduto"/"La ballata dell'amore cieco (o della vanità)" (1966)
- "Geordie"/"Amore che vieni, amore che vai" (1966)
- "Preghiera in Gennaio"/"Si chiamava Gesù" (1967)
- "Via del Campo"/"Bocca di rosa" (1967)
- "Caro amore"/"Spiritual" (1967)
- "La canzone di Barbara"/"Carlo Martello ritorna dalla battaglia di Poitiers" (1968)
- "La canzone di Marinella"/"Amore che vieni, amore che vai" (1968)
- "Il gorilla"/"Nell'acqua della chiara fontana" (1969)
- "Leggenda di Natale"/"Inverno" (1969)
- "Il pescatore"/"Marcia nuziale" (1970)
- "La stagione del tuo amore"/"Spiritual" (1970)
- "Nuvole barocche"/"E fu la notte" (1971, reissue)
- "Un matto (Dietro ogni scemo c'è un villaggio)"/"Un giudice" (1971)
- "Suzanne"/"Giovanna d'Arco" (1972)
- "La cattiva strada"/"Amico fragile" (1974)
- "Il pescatore"/"Carlo Martello ritorna dalla battaglia di Poitiers" (1978)
- "Una storia sbagliata"/"Titti" (1980)

## Novela
- De André, Fabrizio (1996). Un destino ridicolo. con Alessandro Gennari. ISBN 88-06-17591-2.